# Qiaoxi (Zhangjiakou)
Qiaoxi (桥西区,  Qiáoxī Qū) ist ein chinesischer Stadtbezirk der bezirksfreien Stadt Zhangjiakou in der Provinz Hebei. Er hat eine Fläche von 144,3 Quadratkilometern und zählt 287.900 Einwohner (Stand: Zensus 2010).

## Administrative Gliederung
Auf Gemeindeebene setzt er sich aus sieben Straßenvierteln und zwei Großgemeinden zusammen.